# Dominik Mišković
Dominik Mišković, hrvatski reprezentativni rukometaš
Igrač Dugog Sela.
S mladom reprezentacijom 2011. na svjetskom prvenstvu plasirali se na 8. mjesto.